# Euselasia scotinosa
Euselasia scotinosa is een vlindersoort uit de familie van de prachtvlinders (Riodinidae), onderfamilie Euselasiinae.
Euselasia scotinosa werd in 1930 beschreven door Stichel.